# Мозаицизм
Мозаицизм (генетический мозаицизм, хромосомный мозаицизм — mosaicism; мозаичность; могут употребляться синонимы «мозаичная форма», «мозаичный кариотип») — от фр. mosaique «мозаика» — наличие в тканях (растения, животного, человека) генетически различающихся клеток.
Следует отличать мозаицизм от химеризма, при котором два (или более) генотипа происходят более чем от одной зиготы.
Понятие мозаицизма связано с понятиями трисомии и анеуплоидии.
Многоклеточный организм, клеточные популяции которого различны по генетической конституции, именуется мозаик (например, гинандроморфический мозаик).

## Причины возникновения
Может возникать в результате:
- перераспределения (кроссинговер) в соматических клетках,
- соматических мутаций в зиготе или на ранних стадиях дробления;
- неправильного расхождения (сегрегации) хромосом при делении клеточного ядра (митозе).
- генотерапии

## Диагностика
Для диагностики мозаицизма исследуют кариотип крови или клеток ткани — требуется большее число клеток, чем при диагностике полных форм, так как часть клеток будут демонстрировать обычный кариотип.
Это следует учитывать при пренатальной диагностике генетических аномалий плода, например, при таких анализах плода как биопсия хориона (можно проводить на ранних сроках беременности).

## Последствия
С хромосомным мозаицизмом связаны некоторые хромосомные болезни человека, обычно трисомии: так, мозаичную форму могут иметь синдром Дауна (около 2 %), синдром Клайнфельтера (Клайнфелтера, Кляйнфельтера), синдром Шерешевского — Тёрнера (20-50 % больных), синдром Эдвардса (около 10 %), Синдром де Ля Шапеля; при этом, как правило, часть клеток характеризуется обычным набором хромосом, а часть клеток — наличием дефектной хромосомы.
При мозаицизме обычно наблюдается менее выраженная картина синдромов . Это справедливо в том случае, если число мутантных клеток составляет менее 10 %.
Мозаицизм по половым хромосомам (XX/XY) в ряде случаев приводит к интерсекс-состояниям.
С мозаичными формами генных болезней не следует путать мозаицизм гонад. Мозаицизм гонад является частным случаем органного мозаицизма, возникающего на более поздних стадиях эмбрионального развития в процессе органогенеза. Наличие его у клинически здорового индивида может обусловить рождение детей с полной формой доминантной наследственной болезни (например, гемофилии) .

## Использование в экспериментальной биологии
Генетическая мозаика является особенно мощным инструментом, когда используется для широко изучаемых плодовых мушек, где специально отобранные штаммы часто теряют хромосому X или Y в одном из первых делений эмбриональной клетки. Затем эти мозаики можно использовать для анализа таких вещей, как ухаживание и сексуальная привлекательность самок.